# Édouard Gasarabwe
Édouard Gasarabwe (ou Édouard Gasarabwe Laroche, Edward Gasarabwe), né en 1938 à Maliba (ou Colline Maliba) dans la région de Kibeho, au sud-ouest du Rwanda, est un ethnologue-folkloriste et écrivain rwandais naturalisé français.

## Biographie
Édouard Gasarabwe effectue sa scolarité au Rwanda avant de venir faire ses études en France. En 1971 il soutient une thèse de 3e cycle d'ethnologie, intitulée Aspects de l'univers mystique des Rwandais au temps de la royauté Nyiginya : le partage de l'espace, sous la direction de Denise Paulme à l'École pratique des hautes études (EPHE). Le texte remanié de cette thèse est publié en 1978 sous le titre Le geste rwanda. 

Il a mené notamment des recherches dans les archives du premier évêque rwandais, Aloys Bigirumwami qui éclairent certains aspects des origines du génocide.
Également écrivain, il publie plusieurs ouvrages de fiction, parfois bilingues français-kinyarwanda, souvent inspirés de contes traditionnels et dont les personnages principaux sont des femmes. Quoique installé en France de longue date, il continue de puiser son inspiration dans la tradition orale, la littérature et la langue de son pays d'origine.

## Publications
- Le Geste rwanda, 1978
- Contes du Rwanda : soirées au pays des mille collines, 1988
- Kibiribiri, l'oiseau de pluie : contes du Rwanda, 1991
- Parlons kinyarwanda-kirundi : langue et culture, 1992
- Histoires d'eau, 1992 (en collaboration avec : Serigne Touba Gueye)
- Soirées d'autrefois au Rwanda : La Colline des femmes, 1997
- Soirées d'autrefois au Rwanda : Routi et Migogo, 1997
- Blanchette et ses chevreaux face aux dangers du monde : conte français pour le Rwanda (Gahukera n'izayo mu bico bya rubanda), 1999